# Armogasto, Archinimo e Saturnino
Armogasto, Archinimo e Saturnino furono tre cristiani vissuti in Africa nel V secolo, venerati come santi e martiri dalla Chiesa cattolica.

## Agiografia
Il martirologio romano afferma che "al tempo della persecuzione vandalica, sotto il re ariano Genserico, furono sottoposti a numerosi oltraggi e pesanti supplizi per aver testimoniato la verità". Questi tre personaggi non sono in realtà legati tra di loro, ma vengono accomunati perché le loro storie sono narrate una dopo l'altra da Vittore di Vita nell'Historia persecutionis Africanae provinciae.
Armogasto venne torturato e condannato a morte per ordine di Teodorico, figlio di Genserico, per essersi rifiutato di abiurare la propria fede e aderire all'arianesimo; un prete ariano di nome Giocondo suggerì però di non giustiziarlo, per evitare che venisse venerato come martire, e Teodorico lo spedì dapprima ai lavori forzati in una cava nella Bizacena, e poi a pascolare capre vicino a Cartagine. Avvisato da Dio dell'avvicinarsi della propria morte, Armogasto si fece seppellire ai piedi di un carrubo da un altro cristiano di nome Felice il quale, al momento di scavare la fossa, trovò sotto terra, nel luogo indicato, un pregevole sarcofago in marmo pronto ad accogliere le spoglie del defunto. Anche Archinimo e Saturnino, entrambi condannati a morte, vennero infine risparmiati per lo stesso motivo di Armogasto; il secondo dei due, che era  procuratore della corte di Unerico, restò saldo nella propria fede nonostante le preghiere della moglie e dei figli, che avevano tentato di convincerlo a farsi ariano per aver salva la vita.
Il testo di Vittore ha generato alcuni dubbi sui nomi e sulla posizione dei tre santi. Alcune versioni della storia ritengono che Armogasto fosse un "conte" per via di una frase a lui riferita, comes bonac confessionis (da comes viene "conte"), ma in realtà voleva probabilmente dire cum bona confessione. Il nome di Saturnino è a volte riportato come Satiro o Saturo. La figura di Archinimo è in particolare molto confusa, perché alcune edizioni dell'Historia persecutionis riportano Archimimum, nomine Masculam, ossia un archimimo ("capocomico") di nome Mascula, altre Archimimum nomine, Masculanum, quindi un uomo di nome Archinimo proveniente da Mascula: la prima versione è accettata da Baronio e Halm, mentre la seconda è seguita da Floro, Adone e Migne, ed è quella adottata dal martirologio moderno.